# بيلي هاميل
بيلي هاميل (بالإنجليزية: Billy Hamill)‏ هو متسابق دراجات نارية أمريكي، ولد في 23 مايو 1970 في أركاديا في الولايات المتحدة.